# Vallès Oriental
Il Vallès Oriental (nome ufficiale in lingua catalana; in spagnolo Vallés Oriental) è una delle 41 comarche della Catalogna, con una popolazione di 361.319 abitanti; suo capoluogo è Granollers.
Amministrativamente fa parte della provincia di Barcellona, che comprende 11 comarche.

## Lista dei comuni del Vallès Oriental
| città                       | superficie | popolazione | densità         |
| --------------------------- | ---------- | ----------- | --------------- |
| Aiguafreda                  | 7,92 km²   | 2.241 ab.   | 282,95 ab./km²  |
| Bigues i Riells             | 28,6 km²   | 5.914 ab.   | 206,5 ab./km²   |
| Caldes de Montbui           | 37,5 km²   | 15.536 ab.  | 369,8 ab./km²   |
| Campins                     | 7,3 km²    | 294 ab.     | 40,3 ab./km²    |
| Canovelles                  | 6,7 km²    | 14.001 ab.  | 2.102,3 ab./km² |
| Cardedeu                    | 12,1 km²   | 12.792 ab.  | 1.057,2 ab./km² |
| Castellcir                  | 34,2 km²   | 406 ab.     | 11,9 ab./km²    |
| Castellterçol               | 31,9 km²   | 2.031 ab.   | 63,6 ab./km²    |
| Cànoves i Samalús           | 29,2 km²   | 1.968 ab.   | 67,4 ab./km²    |
| Figaró-Montmany             | 15 km²     | 873 ab.     | 58,2 ab./km²    |
| Fogars de Montclús          | 39,2 km²   | 352 ab.     | 8,9 ab./km²     |
| Granera                     | 23,7 km²   | 67 ab.      | 2,8 ab./km²     |
| Granollers                  | 14,9 km²   | 56.456 ab.  | 3.796,6 ab./km² |
| Gualba                      | 23,3 km²   | 830 ab.     | 35,7 ab./km²    |
| La Garriga                  | 18,8 km²   | 13.472 ab.  | 716,6 ab./km²   |
| La Llagosta                 | 3,0 km²    | 12.042 ab.  | 3.974,1 ab./km² |
| L'Ametlla del Vallès        | 14,2 km²   | 6.133 ab.   | 430,7 ab./km²   |
| La Roca del Vallès          | 36,9 km²   | 7.748 ab.   | 210 ab./km²     |
| Les Franqueses del Vallès   | 29,1 km²   | 13.007 ab.  | 446,4 ab./km²   |
| Llinars del Vallès          | 27,7 km²   | 7.238 ab.   | 260,9 ab./km²   |
| Lliçà d'Amunt               | 22,3 km²   | 10.629 ab.  | 476,2 ab./km²   |
| Lliçà de Vall               | 10,8 km²   | 5.353 ab.   | 494,3 ab./km²   |
| Martorelles                 | 3,6 km²    | 4.906 ab.   | 1.359 ab./km²   |
| Mollet del Vallès           | 10,8 km²   | 47.269 ab.  | 4.389,0 ab./km² |
| Montmeló                    | 4,0 km²    | 8.804 ab.   | 2.195,5 ab./km² |
| Montornès del Vallès        | 10,2 km²   | 12.868 ab.  | 1.257,9 ab./km² |
| Montseny                    | 26,8 km²   | 286 ab.     | 10,7 ab./km²    |
| Parets del Vallès           | 9,1 km²    | 14.983 ab.  | 1.644,7 ab./km² |
| Sant Antoni de Vilamajor    | 13,7 km²   | 3.829 ab.   | 279,5 ab./km²   |
| Sant Celoni                 | 64,4 km²   | 16.192 ab.  | 267,2 ab./km²   |
| Sant Esteve de Palautordera | 10,7 km²   | 1.484 ab.   | 139,2 ab./km²   |
| Sant Feliu de Codines       | 15 km²     | 4.530 ab.   | 302,2 ab./km²   |
| Sant Fost de Campsentelles  | 13,2 km²   | 6.718 ab.   | 510,2 ab./km²   |
| Sant Pere de Vilamajor      | 34,8 km²   | 3.444 ab.   | 80,8 ab./km²    |
| Sant Quirze Safaja          | 26,2 km²   | 417 ab.     | 15,9 ab./km²    |
| Santa Eulàlia de Ronçana    | 14,2 km²   | 4.950 ab.   | 347,9 ab./km²   |
| Santa Maria de Martorelles  | 4,5 km²    | 690 ab.     | 153 ab./km²     |
| Santa Maria de Palautordera | 16,8 km²   | 6.442 ab.   | 382,5 ab./km²   |
| Tagamanent                  | 43,3 km²   | 217 ab.     | 5,0 ab./km²     |
| Vallgorguina                | 22,2 km²   | 1.430 ab.   | 64,5 ab./km²    |
| Vallromanes                 | 10,7 km²   | 1.545 ab.   | 145,1 ab./km²   |
| Vilalba Sasserra            | 6 km²      | 491 ab.     | 82,4 ab./km²    |
| Vilanova del Vallès         | 15,2 km²   | 2.540 ab.   | 167,1 ab./km²   |